# Anna Jeremus-Lewandowska
Anna Jeremus-Lewandowska (ur. 5 maja 1959 w Kutnie) – polska śpiewaczka operowa, sopran koloraturowy, prof. dr hab. Akademii Muzycznej im. Ignacego J. Paderewskiego w Poznaniu.

## Życiorys
Córka Edmunda Kaźmierczaka i Janiny z domu Najlepszej. W 1985 ukończyła studia na Wydziael Wokalno-Aktorskim Akademii Muzycznej w Łodzi. Debiutowała w 1986 partią Rozyny w operze G. Rossiniego Cyrulik sewilski na scenie Państwowej Opery w Bydgoszczy. W 1989 brała udział w premierowych przestawieniach opery W.A. Mozarta Czarodziejski flet (Królowa Nocy) w Operze Śląskiej. W latach 1990–1993 współpracowała z Warszawską Operą Kameralną, a w latach 1993–1995 z Operetką Warszawską. Od 1988 do 2006 na stałe była związana z Teatrem Wielkim w Łodzi, w którym brała udział w kilkudziesięciu premierowych przedstawieniach operowych. Z Teatrem Wielkim w Łodzi wielokrotnie występowała na scenach teatrów w Niemczech, Holandii, Hiszpanii odbywając tournée artystyczne. Brała udział w premierach Strasznego dworu (1995), Halki i Barona cygańskiego w Chicago (1996).
W latach 1998–2002 brała udział w muzycznych programach telewizyjnych, przedstawiając przeboje kompozytorów polskich oraz najpopularniejsze arie z repertuaru operowego i operetkowego dla TV Regionalnej i TV Polonia. Kreowała partię Hanny w bezpośredniej transmisji na cały świat przedstawienia Straszny dwór S. Moniuszki, realizowanej przez TV Polonia (1997). W latach 1998–2005 współpracowała z zespołem Polskiej Opery Kameralnej, śpiewając główne partie w licznych przedstawieniach operowych na terenie całego kraju.
W swoim repertuarze ma ponad trzydzieści ról operowych, operetkowych oraz partie z repertuaru oratoryjnego. Najważniejsze role: Rozyna w Cyruliku sewilskim G. Rossiniego, Norina w Don Pasquale, Adina w Napoju miłosnym G. Donizettiego, Królowa Nocy w Czarodziejskim flecie, Konstancja w Uprowadzeniu z seraju, Zuzanna w Weselu Figara W.A. Mozarta, Violetta w Traviacie, Gilda w Rigoletcie G. Verdiego, Hanna w Strasznym dworze S. Moniuszki, Basia w Krakowiakach i Góralach J. Stefaniego oraz Adela w Zemście nietoperza J. Straussa, Laura w Studencie żebraku K. Millöckera. Była również wielokrotnie solistką Festiwali Operowo‑Operetkowych w Ciechocinku (1998–2003).
Prowadzi czynną działalność koncertową w kraju i za granicą. Od 2007 prowadzi co miesięczne spotkania z ludźmi kultury i sztuki w ramach „Czwartkowego Forum Kultury Politechniki Łódzkiej”.

## Działalność pedagogiczna
W 2001 uzyskała kwalifikacje I stopnia sztuki w zakresie dyscypliny artystycznej wokalistyka (Akademia Muzyczna w Gdańsku). W latach 2001–2004 współpracowała z Uniwersytetem Łódzkim jako adiunkt w Katedrze Edukacji Artystycznej. W 2005 uzyskała stopień dr hab. sztuk muzycznych w zakresie wokalistyki (Akademia Muzyczna we Wrocławiu; praca habilitacyjna pt. Techniki prowadzenia głosu w praktyce wykonawczej sopranu koloraturowego). Następnie współpracowała z UMFC z Wydziałem Instrumentalno‑Pedagogicznym w Białymstoku (2006–2010). Od 2010 pracuje jako profesor nadzwyczajny Akademii Muzycznej im. Ignacego J. Paderewskiego w Poznaniu. Postanowieniem Prezydenta RP Bronisława Komorowskiego z dnia 18 kwietnia 2013 otrzymała tytuł profesora sztuk muzycznych.
Prowadzi czynną działalność naukową, od 2001 biorąc udział w polskich i międzynarodowych konferencjach naukowych. Od 2002 redaktor naczelny czasopisma Poradnik Muzyczny. Od 2007 jest jurorem w konkursach wokalnych.
Od 2006 członek Łódzkiego Towarzystwa Naukowego, od 2007 członek Polskiego Stowarzyszenia Pedagogów Śpiewu we Wrocławiu. Od 2009 prowadzi Warsztaty Wokalne w Kutnie pod patronatem PSPŚ. Od 2010 twórca i dyrektor Letniego Festiwalu Muzycznego Kutno.

## Działalność wydawnicza (płyty CD)
- Odgłosy wiosny (2003)
- Ave Maria – muzyka sakralna (2004)
- Najpiękniejsze kolędy (2004)
- Kolędy polskie – Tadeusz Trojanowski (2009)
- Liryki na sopran z fortepianem do tekstów M. Konopnickiej M. Matuszewskiego (2012)
- Oratorium do słów Stefana Kardynała Wyszyńskiego (3 pieśni) – T. Trojanowski (2016)
- Stanisław Moniuszko - najpiękniejsze pieśni (2019)

## Odznaczenia
- Srebrny Krzyż Zasługi (2018)
- Brązowy Medal „Zasłużony Kulturze Gloria Artis” (2014)[7]
- Złoty Medal za Długoletnią Służbę (2016)[8]
- Medal Pro publico bono im. Sabiny Nowickiej (2014)[9]
- Medal „Zasłużony dla Powiatu Kutnowskiego” – za wieloletnią działalność artystyczną i wybitne osiągnięcia w dziedzinie rozwoju kultury, popularyzację wiedzy o Powiecie oraz wkład w rozwój i promocję Powiatu Kutnowskiego w sferze życia społecznego, nauki i kultury (2017)[10]

## Nagrody
- Honorowa Nagroda Prezydenta Miasta Kutna w dowód uznania za szczególne zasługi w zakresie promocji Kutna poprzez wieloletnią działalność artystyczną (2011)[11]